# WTA Challenger de Nanchang
O WTA Challenger de Nanchang – ou Jiangxi Women's Open, na última edição – foi um torneio de tênis profissional feminino, de nível WTA 125K.
Realizado em Nanchang, no sudeste da China, estreou em 2014 e durou dois anos. Em 2016, tornou-se o WTA de Nanchang. Os jogos eram disputados em quadras de duras entre os meses de julho e agosto.

## Finais

### Simples
| Ano  | Campeã          | Vice-campeã    | Resultado     |
| ---- | --------------- | -------------- | ------------- |
| 2015 | Jelena Janković | Chang Kai-chen | 6–3, 7–66     |
| 2014 | Peng Shuai      | Liu Fangzhou   | 6–2, 3–6, 6–3 |

### Duplas
| Ano  | Campeãs                         | Vice-campeãs  | Resultado        |
| ---- | ------------------------------- | ------------- | ---------------- |
| 2015 | Chang Kai-chen Zheng Saisai     | Chan Chin-wei | 6–3, 4–6, [10–3] |
| 2014 | Chuang Chia-jung Junri Namigata | Chan Chin-wei | 7–64, 6–3        |